# Casa com Quimeras

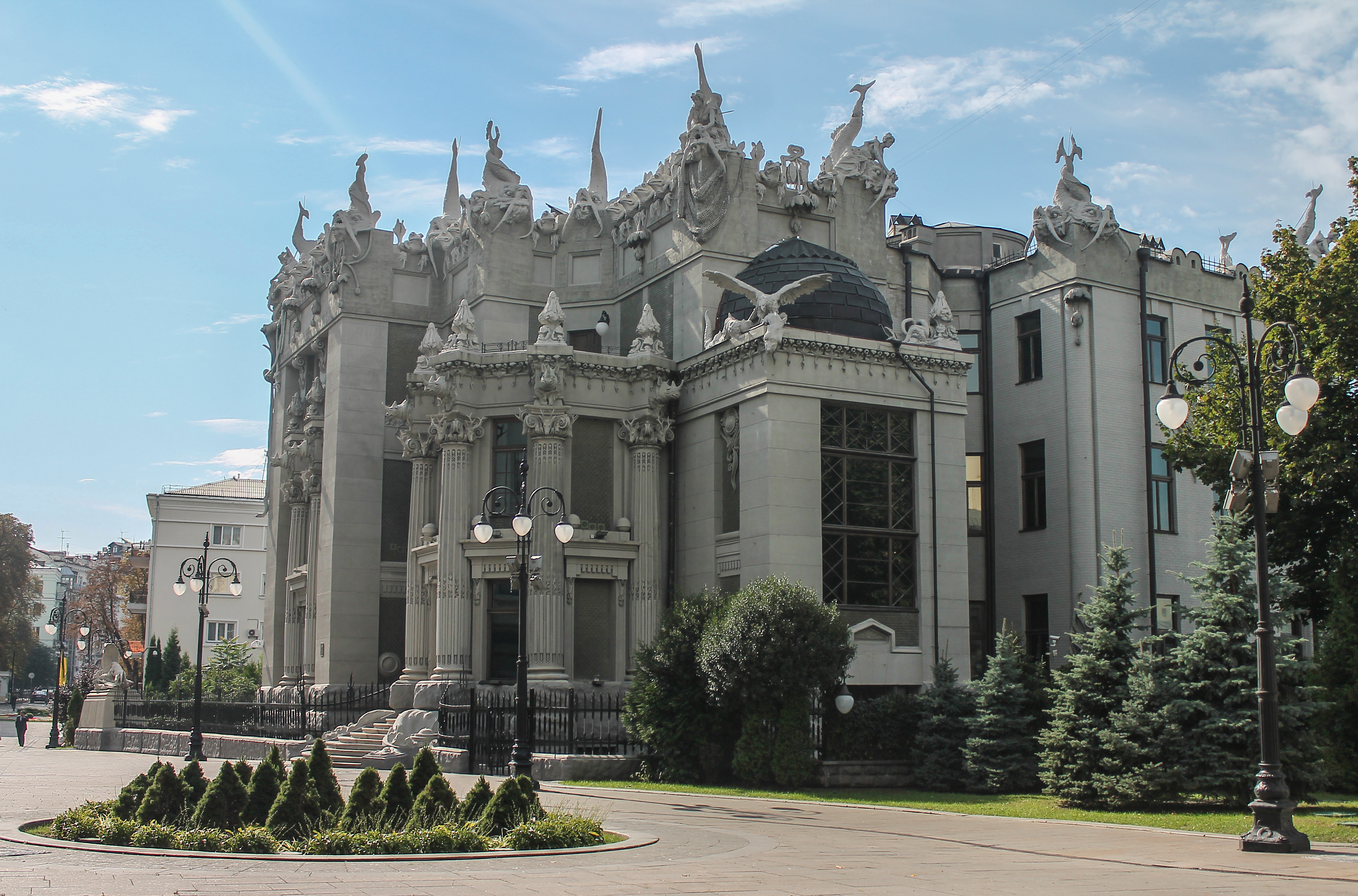
Casa com Quimeras

A Casa com Quimeras, também conhecida como Casa Gorodetsky (em ucraniano: Будинок з химерами; em russo: Дом с химерами), é um edifício Art nouveau localizado na cidade de Kiev, a capital da Ucrânia. Originalmente um prédio de apartamentos requintados, foi construído no período de 1901-1902 pelo arquitecto Vladislav Gorodetsky, considerado como o Gaudí de Kiev.
O nome do edifício deriva do seus ornamentos, que descrevem várias cenas de animais exóticos e cenas de caça sendo Gorodetsky um caçador. Está situado no Nº. 10 da rua Bankova. Desde 2005 foi usado como residência presidencial para os funcionários e cerimónias diplomáticas.

## História

### A construção e a história inicial
A Casa com Quimeras foi projectada pelo arquitecto Vladislav Gorodetsky em 1901-1902. Gorodetsky nasceu em 1863 numa família da região de Podillia. Depois de terminar a Academia Imperial de Artes em São Petersburgo em 1890, mudou-se para Kiev onde viveu durante quase 30 anos.
Quando foi para começar a construção, Gorodetsky dava-se já como arquitecto de Kiev, depois de ter projectado muitos edifícios da cidade, como a Catedral Católica Romana de São Nicolau para os Karaite Kenesa e o Museu Nacional de Arte da Ucrânia. Além da arquitectura, Gorodetsky também se interessava muito pela caça o que explica os animais nos edifícios. Gorodetsky financiou a construção com dinheiro emprestado, com o fim de ser um prédio de apartamentos.
Cada andar formava um apartamento, ligado por um elevador e por escadas. O próprio Gorodetsky ocupou o quarto andar do edifício, que media aproximadamente 380 m².
Gorodetsky comprou o terreno no dia 1 de Fevereiro de 1901, com os trabalhos de construção a iniciarem-se a 18 de Março daquele ano. A construção das paredes exteriores terminaram a 21 de Agosto e o telhado e os acabamentos foram completados no dia 13 de Setembro. Devido à crise económica dentro do Império Russo, a conclusão do edifício atrasou-se.
Em Maio de 1903, só um apartamento, o do próprio Gorodetsky esteja ocupado. O custo total do terreno e da construção chegou a 133,000 rublos. Foram utilizados 1,550 m² de terra para a construção do edifício que ficou num total de 15,640 rublos.
O lucro anual projectado para os alugueres era de 7,200 rublos. Havia um estábulo no local devido à insistência de Gorodetsky em leite fresco. Mais tarde, foi mudado de uma maneira que o cheiro das vacas perturbava os inquilinos. Nos sítios adjacentes ao edifício existia um mini jardim (approx. 3,400 m²) e uma fonte.
Quando Gorodetsky deixou de pagar o empréstimo, em 1913, o edifício foi imediatamente leiloado, e tornou-se propriedade do engenheiro Daniel Balakhovsky, o filho de um comerciante de Kiev, que também era Presidente do Conselho de Administração da Fábrica de Açúcar Blahodatinskoe , e embaixador francês em Kiev. Em 1916, a casa pertencia à Fábrica de Açúcar Blahodatinskoe. Em 1918, mudou de proprietário novamente, para o Sr. Samuel Nemets. Em 1921, depois dos Bolsheviks terem ganho o controlo de Kiev, vários dos departamentos da Junta Militar de Kiev tiveram escritórios na Casa com Quimeras.

### Propriedade de 1921 a 2002

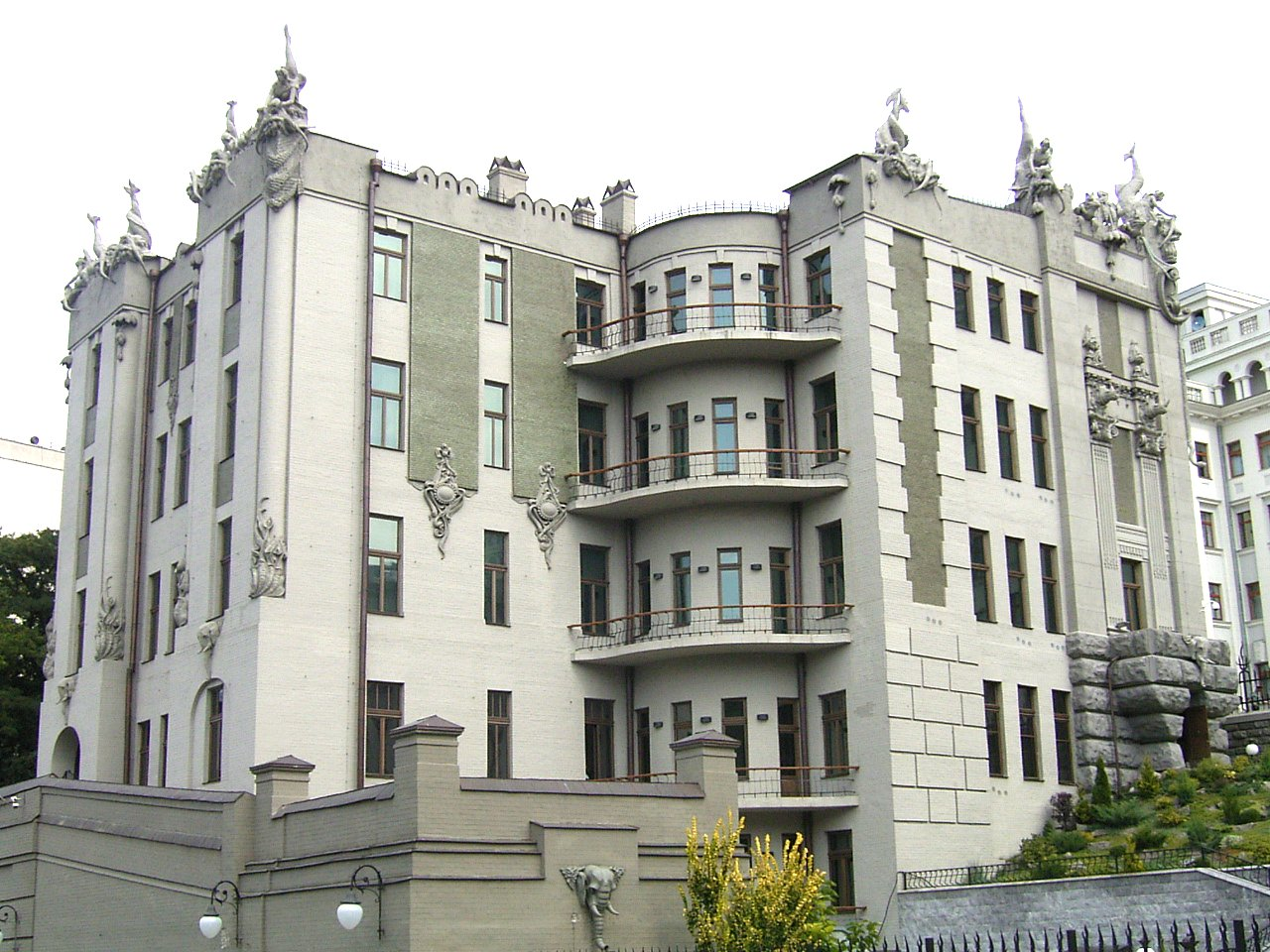
Casa com Chimaeras

Depois do período de desassossego que se seguiu à Revolução Russa de 1917, foi convertido em apartamentos públicos. Cada apartamento estava ocupado por aproximadamente nove a dez famílias. Durante a Segunda Guerra Mundial (1941-1943), o edifício foi abandonado. Devido à guerra, o edifício sofreu danos significativos. Depois da guerra, o edifício foi usado como residência para actores evacuados do Teatro Ivan Franko, porém, o Comitê Central do Partido Comunista do SSR ucraniano transformou o edifício numa Policlínica (clínica) Nº 1 para a elite.
O edifício foi usado como policlínica até o fim do século vinte. Uma parte caiu 22 cm, e uma racha vertical formou-se, com uma largura de cerca de 40 cm. Alguns dos detalhes arquitectónicos do edifício ficaram lascados ou rachados.
O trabalho de restauração do edifício começou em 2002, porém os enfermeiros da policlínica não queriam ter de partir depois de terem ocupado o edifício durante mais de 40 anos. Para tirarem os ocupantes do edifício, os trabalhadores fecharam todas as janelas com tábuas e ameaçaram fazer o mesmo às portas se a policlínica não fosse desocupada.

### Reconstrução e uso oficial
Durante o tempo da restauração, conduzido por UkrNDIProektRestavratsiya e por Natalia Kosenko, os trabalhadores aperceberam-se que o chão fora fortalecido durante a presença Soviética.
A decoração elaborada no interior teve de ser completamente refeita. No pátio, os restauradores colocaram um lago artificial, fontes e um pequeno jardim na qual tinha estado nos planos originais de Gorodetsky. O edifício foi aberto com o nome de: "Obra-primas de Arte ucraniana" do Museu Nacional de Artes em Novembro de 2004. O edifício tinha dois propósitos o de museu e de um lugar de reunião presidencial para visitas estatais.
Em Abril de 2005, a Assembleia Municipal de Kiev recebeu uma conta de 104 milhões hryvnias (aprox. 20 milhões US$) da reconstrução e restauração da Casa com Quimeras. O Conselho também permitiu ao Governo Ucraniano construir um espaço (fechando a todo o tráfico automóvel) em frente do edifício para ser usado em cerimónias oficiais. Desde Maio de 2005, o edifício faz de residência oficial da presidência, usado para os funcionários e para cerimónias diplomáticas.